# Atrichopogon spinicaudalis
Atrichopogon spinicaudalis är en tvåvingeart som beskrevs av Tokunaga 1959. Atrichopogon spinicaudalis ingår i släktet Atrichopogon och familjen svidknott. Inga underarter finns listade i Catalogue of Life.